# Szwedzka Formuła 3 Sezon 1988
1988 – dwudziesty piąty sezon Szwedzkiej Formuły 3.

## Kalendarz wyścigów
| Runda | Data        | Tor        | Pole position  | Najszybsze okrążenie | Zwycięzca (kierowcy) | Zwycięzca (zespoły)    |
| ----- | ----------- | ---------- | -------------- | -------------------- | -------------------- | ---------------------- |
| 1     | 15 maja     | Linköping  | Rickard Rydell | Rickard Rydell       | Rickard Rydell       | Picko Troberg Racing   |
| 2     | 29 maja     | Kågeröd    | Rickard Rydell | Rickard Rydell       | Rickard Rydell       | Picko Troberg Racing   |
| 3     | 12 czerwca  | Anderstorp | Rickard Rydell | Michael Johansson    | Michael Johansson    | Tommy Jagerwall Racing |
| 4     | 10 lipca    | Falkenberg | Rickard Rydell | Michael Johansson    | Michael Johansson    | Tommy Jagerwall Racing |
| 5     | 7 sierpnia  | Kågeröd    | Kenny Bräck    | Michael Johansson    | Kenny Bräck          | Team Itchi Ban         |
| 6     | 14 sierpnia | Linköping  | Rickard Rydell | Rickard Rydell       | Michael Johansson    | Tommy Jagerwall Racing |
| 7     | 4 września  | Götene     | Kenny Bräck    | Rickard Rydell       | Rickard Rydell       | Picko Troberg Racing   |

## Klasyfikacja kierowców
| Legenda oznaczeń w tabelach wyników Wyświetl szablon na nowej stronie | Legenda oznaczeń w tabelach wyników Wyświetl szablon na nowej stronie                                                                     |
| Oznaczenie                                                            | Wyjaśnienie |
| --------------------------------------------------------------------- | --- |
| Złoty                                                                 | Zwycięzca lub mistrzostwo |
| Srebrny                                                               | 2. miejsce lub wicemistrzostwo |
| Brązowy                                                               | 3. miejsce lub II wicemistrzostwo |
| Zielony                                                               | Ukończył, punktował (w klasyfikacji generalnej, gdy zdobył co najmniej jeden punkt na przestrzeni sezonu, poza trzema powyższymi opcjami) |
| Niebieski                                                             | Ukończył, nie punktował (w klasyfikacji generalnej, gdy nie zdobył co najmniej jednego punktu na przestrzeni sezonu)                      |
| Czerwony                                                              | Nie zakwalifikował się (NZ) |
| Czerwony                                                              | Nie prekwalifikował się (NPK) |
| Różowy                                                                | Nie ukończył (NU) |
| Różowy                                                                | Niesklasyfikowany (NS) (w klasyfikacji generalnej, gdy nie został sklasyfikowany w żadnym wyścigu sezonu)                                 |
| Czarny                                                                | Zdyskwalifikowany (DK) |
| Czarny                                                                | Wykluczony (WYK/EX) |
| Biały                                                                 | Nie wystartował (NW) |
| Biały                                                                 | Kontuzjowany (K/INJ) |
| Biały                                                                 | Wyścig odwołany (OD/C) |
| Bez koloru                                                            | Został wycofany (WYC/WD) |
| Bez koloru                                                            | Nie przybył (NP/DNA) |
| Bez koloru                                                            | Nie brał udziału w treningach (NT/DNP) |
| Bez koloru                                                            | Nie został zgłoszony (–) |
| Pogrubienie                                                           | Start z pole position |
| Kursywa                                                               | Najszybsze okrążenie wyścigu |
| †                                                                     | Nie ukończył, ale jego rezultat został zaliczony ze względu na przejechanie więcej niż 90% dystansu wyścigu.                              |
| *                                                                     | Sezon w trakcie |
| 1/2/3                                                                 | Punktowana pozycja w sprincie kwalifikacyjnym                                                                                             |
| Lista systemów punktacji Formuły 1                                    | |

| Poz.                                          | Kierowca           | Zespół                     | MNT | KNT | AND | FLK | KNT | MNT | KIN | Punkty |
| --------------------------------------------- | ------------------ | -------------------------- | --- | --- | --- | --- | --- | --- | --- | ------ |
| 1                                             | Michael Johansson  | Tommy Jagerwall Racing     | 3   | 2   | 1   | 1   | 3   | 1   | -   | 99     |
| 2                                             | Rickard Rydell     | Picko Troberg Racing       | 1   | 1   | 2   | DK  | 11  | NU  | 1   | 75     |
| 3                                             | Håkan Olausson     | Team Itchi Ban             | 4   | 3   | 5   | 2   | 2   | NU  | 2   | 75     |
| 4                                             | Kenny Bräck        | Team Itchi Ban             | 2   | NU  | 3   | 3   | 1   | NW  | 4   | 69     |
| 5                                             | Peter Albertsson   | Picko Troberg Racing       | 5   | NU  | NU  | 7   | 5   | 3   | 3   | 44     |
| 6                                             | Peter Bohlin       | G-son Racing               | 6   | NU  | 4   | 5   | NW  | 2   | NW  | 39     |
| 7                                             | Joakim Birgersson  | Malmö AK                   | 7   | 5   | 7   | 4   | NW  | 4   | 9   | 38     |
| 8                                             | Johan Rajamäki     | Gellerĺsens MK             | -   | 4   | 8   | 9   | 7   | 7   | 5   | 31     |
| 9                                             | Hans Hillebrink    | G-son Racing               | 10  | 6   | 10  | 8   | 6   | 5   | 6   | 30     |
| 10                                            | Svend Hansen       | Danmarks Motor Union       | 9   | NU  | 6   | 14  | 4   | 6   | 7   | 28     |
| 11                                            | Magnus Wallinder   | Project Swedish Enterprise | 11  | NU  | 9   | 6   | 8   | NU  | NU  | 11     |
| 12                                            | Niclas Jönsson     | Dr Dryels Halstabletter    | NU  | 10  | 14  | 11  | 10  | 8   | 10  | 7      |
| 13                                            | Gunnar Ericsson    | HT Racing Sport            | 8   | 7   | NU  | NU  | -   | -   | -   | 7      |
| 14                                            | Thorbjörn Carlsson | Halmstads AK               | -   | -   | 11  | 10  | 9   | NU  | 8   | 6      |
| 15                                            | Sigurd Krane       | Norsk Motor Klub           | -   | 9   | 12  | 12  | NU  | -   | NU  | 3      |
| 16                                            | Claes Rothstein    | Stockholms SVK             | 12  | 11  | 13  | 13  | 12  | NW  | NU  | 1      |
| NS                                            | Henrik Barkström   | UPR Racing                 | NU  | -   | -   | -   | -   | -   | -   | 0      |
| NS                                            | Anders Nordlund    | Stockholms SVK             | NW  | -   | NU  | -   | NU  | -   | NW  | 0      |
| NS                                            | Robert Amrén       | Stenlund & Jansson         | -   | -   | NW  | -   | NU  | -   | -   | 0      |
| NS                                            | Bengt Malmsten     | Halmstads AK               | -   | -   | -   | NU  | -   | -   | -   | 0      |
| NS                                            | Ronnie Peterson    | Auto Alfa Racing           | -   | -   | -   | -   | -   | -   | NW  | 0      |
| Kierowcy niedopuszczeni do zdobywania punktów |                    |                            |     |     |     |     |     |     |     |        |
| NS                                            | Anders Krohn       | Karlskoga MK               | -   | 8   | -   | -   | -   | -   | -   | 0      |
| NS                                            | Trond-Aage Krosby  | RC Romerike                | -   | -   | -   | -   | -   | 9   | -   | 0      |